# Andrzej Bałanda
Andrzej Józef Bałanda (ur. 10 lutego 1941 w Jaśle, zm. 17 lipca 2010 w Krakowie) – polski fizyk, profesor, specjalista w dziedzinie spektroskopii jądrowej, nauczyciel akademicki Uniwersytetu Jagiellońskiego. Współorganizator i pierwszy rektor Państwowej Wyższej Szkoły Zawodowej w Nowym Sączu w latach 1998-2007.

## Życiorys
Syn Józefa i Marii. Studiował fizykę na Uniwersytecie Jagiellońskim w latach 1958–1963, pracę magisterską wykonał pod kierownictwem prof. Henryka Niewodniczańskiego, twórcy powojennej krakowskiej fizyki doświadczalnej. Bezpośrednio po studiach został zatrudniony w Instytucie Fizyki UJ, gdzie pracował do śmierci. Pracę doktorską, której promotorem był prof. Andrzej Hrynkiewicz, obronił w 1970, rozprawa habilitacyjna przedstawiająca pierwsze w Polsce pomiary spektroskopowe otrzymane bezpośrednio na wiązce cząstek naładowanych została ukończona w 1978. Pełnił obowiązki kierownika studiów zaocznych w IF UJ, zorganizował i był kierownikiem studiów podyplomowych, był członkiem komisji senackich UJ. Przebywał na stażach naukowych w Zjednoczonym Instytucie Badań Jądrowych w Dubnej, Instytucie Badań Ciężkich Jonów GSI w Darmstadt, Instytucie KVI w Groningen, i Uniwersytecie w Amsterdamie. Napisał dwa podręczniki dla studentów, kierował wieloma pracami magisterskimi, wypromował kilku doktorów. Tytuł profesora nauk fizycznych otrzymał w 1995.
Współtwórca i pierwszy rektor Państwowej Wyższej Szkoły Zawodowej w Nowym Sączu. Organizator akcji popularyzujących naukę. W latach 1999–2004 przewodniczący Konferencji Rektorów Uczelni Zawodowych (obecna nazwa Konferencja Rektorów Zawodowych Szkół Polskich, KREPSZ). W latach 2003–2004 członek tzw. zespołu Prezydenta, przygotowującego projekt ustawy „Prawo o Szkolnictwie Wyższym”. Zajmował się badaniem gigantycznych dipolowych rezonansów jądrowych, fizyką ciężkich jonów, spektroskopią dileptonów. Kierownik projektów badawczych KBN, recenzent podręczników z fizyki, współautor ponad dwustu publikacji naukowych. Współautor i członek międzynarodowego programu naukowego HADES (High Acceptance Di-electron Spectrometer). Otrzymał Krzyż Kawalerski Orderu Odrodzenia Polski (2004), Medal Komisji Edukacji Narodowej (2005), honorową odznakę "Zasłużony dla Ziemi Sądeckiej” (2007). Interesował się ogrodnictwem, turystyką górską i speleologią. Był instruktorem taternictwa jaskiniowego; w roku 1972 wszedł na Elbrus.
Pochowany na cmentarzu Rakowickim w Krakowie (kwatera XVI-zach.-19).

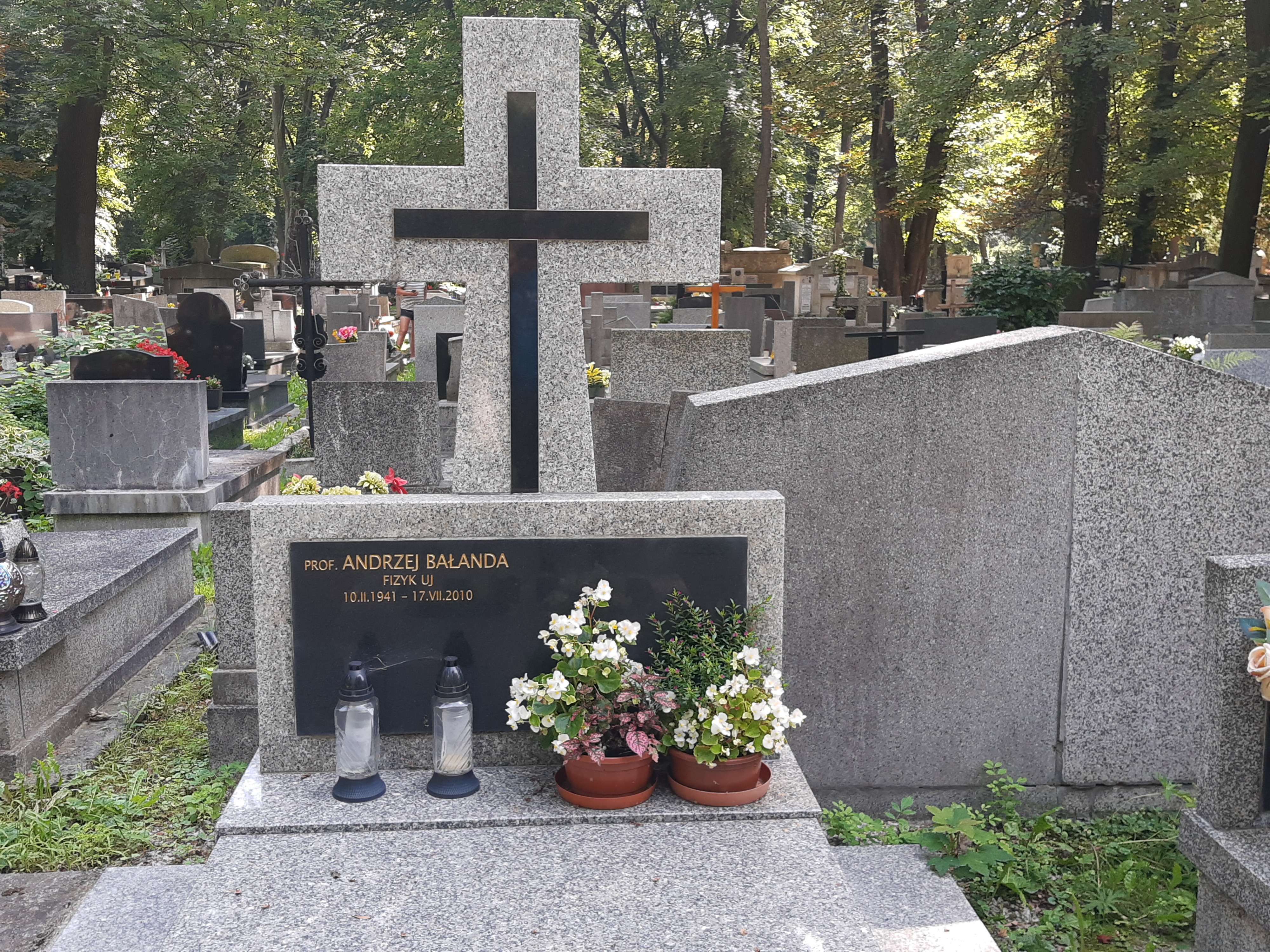
Grób prof. Andrzeja Bałandy na cmentarzu Rakowickim

## Podręczniki
- A. Bałanda, Fizyka dla chemików, Uniwersytet Jagielloński, Kraków, 1990, 1994, ISBN 83-233-0731-8
- A. Bałanda, Statystyczne metody opracowania pomiarów, PWSZ Nowy Sącz, 2002, ISBN 83-88887-13-0

## Ważniejsze publikacje
- The HADES Collaboration, G. Agakichiev, C. Agodi, H. Alvarez-Pol, E. Atkin, E. Badura, A. Bałanda et al. The high-acceptance dielectron spectrometer HADES, Eur. Phys. J. A 41 (2009) 243. https://link.springer.com/article/10.1140/epja/i2009-10807-5 (PDF)
- A. Krasznahorkay, A. Bałanda, J.A. Bordewijk, et al.  Excitation of the isovector GDR by inelastic α-scattering as a measure of the neutron skin of nuclei. Nuclear Physics A, 567 (1994) 521. https://doi.org/10.1016/0375-9474(94)90022-1
- Agakichiev, G.; Agodi, C.; Alvarez-Pol, H.; Bałanda, A.; et al., Dielectron production in C-12+C-12 collisions at 2A GeV with the HADES spectrometer, Phys. Rev. Lett. 98 (2007) 052302. https://doi.org/10.1103/PhysRevLett.98.052302
- E. Grosse, A. Bałanda, H. Emling, et al. Collective rotation of U-238 at high spins, Physica Scripta, 24 (1981) 337. https://doi.org/10.1088/0031-8949/24/1B/033
- A. Bałanda, M. Jaskula, M. Kajetanowicz, et al., The HADES Pre-Shower detector, Nuclear Instruments and methods in Physics Research, 531 (2004) 445. http://dx.doi.org/10.1016/j.nima.2004.05.082
- Andrzej Bałanda & Adam Maj, Gigantyczne rezonanse narzędziem badania materii jądrowej, Postępy Fizyki 45 (1994) 319.

## Źródła
- Rozmowa z prof. Andrzejem Bałandą, rektorem PWSZ w Nowym Sączu - COLLOQUIUM
- Jubileusz trzech profesorów
- Andrzej Bałanda - Pamięć Uniwersytetu UJ
- 10 lat PWSZ
- Nieuzasadnione obawy - Forum Akademickie